# Пољопривредни факултет Универзитета у Источном Сарајеву
Пољопривредни факултет у Лукавици налази се у саставу Универзитета у Источном Сарајеву, једног од два државна универзитета у Републици Српској. Одјељења ван сједишта се налазе у Бијељини, Власеници и Требињу.

## Историјат
Факултет је основан 21. марта 1940. године уредбом Министарства просвјете Краљевине Југославије под називом Пољопривредно-шумарски факултет са сједиштем у Сарајеву. Захваљујући исказаном интересовању тадашњег друштва, наставу је у јануару 1941. године почело похађати 127 студената. Окупацијом земље и проглашењем НДХ, Факултет је престао са радом у априлу 1941. године.
Завршетком Другог свјетског рата јавља се потреба за поновним оснивима високошколске установе из области пољопривреде и шумарстав. Сходно томе, Влада ФНРЈ је 31. децембра 1946. године донијела Уредбу о оснивању Савезне високе пољопривредне школе за планинско газдовање у Сарајеву. Новооснована установа била је у рангу факултета. Упис студената је обављен у септембру 1947. године, а наставни процес је отпочео 5. новембра 1947. године. Заједно са новоуписаним студентима, могућност наставка студија стекли су и студенти, који су били уписани 1940. године на Пољопривредно-шумарском факултету, гдје су им призната прва два семестра. Законом о оснивању Пољопривредно – шумарског факултета, донесеним децембра мјесеца 1948. године од стране Народне скупштине НР БиХ, оснива се истоимени факултет, који наставља рад Високе школе, са пољопривредним и новооснованим шумарским одсјеком. У процесу  реорганизације,  крајем 1958. године, долази до оснивања два факултета: Пољопривредног факултета и Шумарског факултета, који су као такви отпочели са радом 1. јануара 1959. године.
Образовање студената у оквиру три смјера: ратарски, воћарско-виноградски и сточарски, почело је да се спроводи од школске 1958/59. године.
Образовни процес се наредних година наставио кроз поменута три одсјека, као и кроз Одсјек за прераду и контролу пољопривредних производа, који је отворен на приједлог Наставно – научног вијећа 1977. године. У даљем процесу раста и развоја Факултета, долази и до покретања постдипломских студија из области сточарста са мљекарством, затим и из области ратарстава, воћарства, агроекономије и др.
Избијањем оружаних сукоба на просторима бивше Југославије, априла мјесеца 1992. године долази до прекида рада Факултета. Након избијања грађанског рата у бившој Републици Босни и Херцеговини 1992. године, Одлуком Народне скупштине Републике Српске о издвајању високошколских установа из Универзитета у Сарајеву, створен је правни основ за организовање институција високог образовања у Републици Српској. Ова Одлука ступила је на снагу 10. новембра 1992. године.
Ступањем на снагу Одлуке о организовању универзитета у Републици Српској, донесене од стране Народне скупштине Републике Српске, претходна Одлука је стављена ван снаге. У Одлуци је наведено да "Универзитет у Сарајеву Републике Српске чине факултети и академије умјетности чланице Универзитета у Сарајеву бивше Босне и Херцеговине."
Рјешењем Министарства образовања, науке и културе Владе Републике Српске од 28. новембра 1994. године, утврђено је да Пољопрпивредни факултет Универзитета у Сарајеву Републике Српске испуњава услове за наставак рада у школској 1994/95. години. За сједиште Факултета одређена је Лукавица, а за декана именован је проф. др Мирослав Богдановић.
У организовању рада Факултета велики допринос су дали проф. др Мирослав Богдановић, проф. др Миодраг Перовић, проф. др Часлав Чопић и проф. др Весна Милић.

### 1994-
Наставни процес је почео крајем 1994. године. Нажалост, ова генерација се није одржала, јер је 1996. године, након потписивања мировног споразума, дошло до исељавања Срба са простора који су припали Федерацији БиХ. Из ове генерације студије је завршио само један студент. У школску 1995/96. годину уписани су студенти са простора Илиџе, Хаџића, Вогошће, Пала и Лукавице.
Иако у прилично тешким условима настава се одвијала континуирано. У наставном процесу су учествовали професори са новоформираног Универзитета у Српском Сарајеву. Значајан допринос у раду Факултета, у ратним и поратним годинама, дали су проф. др Драгољуб Лабус, проф. др Драгић Бабовић и проф. др Драгутин Ђукић (Агрономски факултет у Чачку), проф. др Митар Башевић, проф.др Оливера Гвозденовић, проф.др Вељко Вулетић, проф.др Момир Шаренац, (професори Универзитета у Српском Сарајеву), као и проф. др Зора Николић  (Ветеринарски факултет Београд).
Прва јавна промоција Пољопривредног факултета у Српском Сарајеву била је на Агрономијади 1996. године у Тивту, гдје је узео учешће у спортском дијелу такмичења.

## Пољопривредни факултет данас
Пољопривредни факултет остварује своју основну мисију кроз испуњавање академских стандарда у образовању младих генерација. У том циљу Пољопривредни факултет је у више наврата вршио измјене и допуне студијских програма, и то у складу са друштвеним и привредним потребама и актуелним развојем примарне пољопривредне производње. 
Као значајна и препознатљива високо образовна установа у области пољопривреде и шумарства, Пољопривредни факултет намјерава да заузме водеће мјесто у развоју образовања и науке у источном дијелу Републике Српске, и на ширем, регионалном простору. 
Сједиште Пољопривредног факултета смјештено је у згради Електротехничког факултета у Источном Сарајеву и обухвата површину око 1100 m².
Пољопривредни факултет традиционално организује међународну конференцију „Agrosym“ која је најбоље рангирани научни скуп у Републици Српској, у конкуренцији од 50 научних скупова из свих области. Научни одбор скупа чине научници са свих континената, што скупу даје снажан међународни печат и научни кредибилитет.

### Одјељења у Бијељини и Власеници
Пољопривредни факултет и данас организује наставу и бави се научно-истраживачким радом у модерно опремљеним лабораторијама, вјежбаоницама и учионицама у згради Електротехничког факултета. Од 2010. године на захтјев града Бијељине, због исказане потребе и значаја Семберије за пољопривредну производњу отвара се одјељење Пољопривредног факултета у Бијељини, док се у 2011. години општина Власеница обраћа Универзитету у Источном Сарајеву и Пољопривредном факултету да се отвори студијски програм Шумарство, што је и реализовано. Од академске 2021/22 године почиње упис првих кандидата на први циклус студија студијског програма Агромедитеранска производња, у Требињу. Данас Пољопривредни факултет егзистира на четири локалитета, организује наставу на три студијска програма на првом циклусу, два студијска програма на другом циклусу и једном студијском програму на трећем циклусу.

## Катедре
На приједлог Наставно-научног вијећа, а по Одлуци Сената, на Факултету је конституисано пет катедри. У оквиру ових катедри извршена је систематизација ужих научних области и припадајућих предмета.
Факултет има следеће катедре:
- Катедра за биљну производњу
- Катедра за хортикултуру
- Катедра за анималну производњу
- Катедра за агроекономику и рурални развој
- Катедра за шумарство

## Врсте и нивои студија
Факултет обавља своју образовну дјелатност кроз академске студије: студије првог нивоа (основне академске студије) и студије другог нивоа (мастер академске студије),а у будућности се планирају и студије трећег нивоа (докторске академске студије).
На студијама се изводи академски студијски програм.
Постоје три студијска програма и то: 
- студијски програм пољопривреда
- студијски програм шумарство и
- студијски програм агромедитеранска производња.

Студијски програм пољопривреда се изучива у Источном Сарајеву и Бијељини, шумарство у Власеници, а агромедитеранска производња у посебном одјељењу у Требињу.

## Декани
- проф. др Мирослав Богдановић
- проф. др Весна Милић